# Robert Hadfield

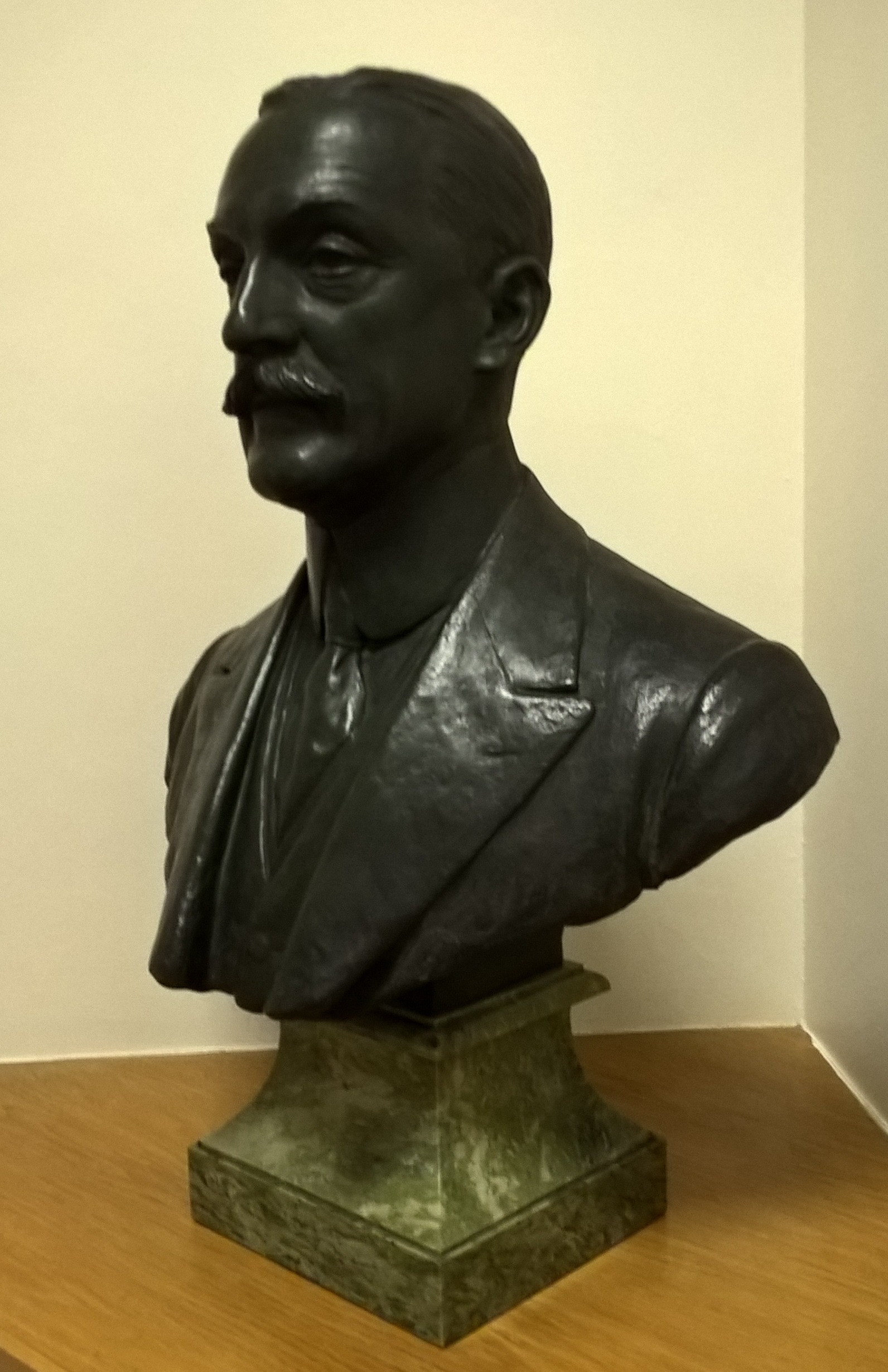
Popiersie Roberta Hadfielda

Robert Abbott Hadfield (ur. 1858, zm. 1940) – angielski metalurg i przemysłowiec. Opracował wiele nowych procesów metalurgicznych np. otrzymywania stali stopowych. Wynalazł również nowe stopy żelaza np. stal manganową (tzw. stal Hadfielda) oraz stal krzemową. Posiadał tytuł szlachecki sir. 